# Cladonia obtecta
Cladonia obtecta är en lavart som beskrevs av Ahti. Cladonia obtecta ingår i släktet Cladonia och familjen Cladoniaceae.   Inga underarter finns listade i Catalogue of Life.